# Sprengruf
Der Sprengruf ist eine Lautäußerung von Rotwild. Während der Brunft ist es der Kampfschrei eines Platzhirsches. Er besteht aus drei bis vier heiseren Lauten  – gefolgt von einem Kampfschrei – zum Zwecke, den Nebenbuhler zu vertreiben.
Beim weiblichen Rehwild gibt es einen Sprengfiep oder -laut wenn sie vom Bock getrieben werden. Der Laut signalisiert höchste Bedrängnis. Dies lockt den Territorialbock an.
Lautäußerungen werden in der Brunft und der Blattzeit vom Jäger als Lockruf während der Lockjagd verwendet.